# Acylophorus montanus
Acylophorus montanus  (лат.) — вид жуков-стафилинид из подсемейства Staphylininae. 

## Распространение
Остров Мадагаскар, N Andringitra: Vohidray rdg., 22 04' 15 S, 46 58' 10 E, на высотах до 2 км.

## Описание
Мелкие жуки с вытянутым телом, длина от 5,5 до 7,7 мм. Основная окраска чёрная и коричневая, ноги светлее, последние членики усиков желтоватые. Голова субовальная, почти равной длины и ширины, с двумя парами интерокулярных щетинок; виски короче глаз. Пронотум блестящий, слега поперечный, в 1,1 раз шире своей длины. Надкрылья поперечные, в 1,38 раз шире своей длины. Вид был впервые описан в 2018 году и назван по горному месту обнаружения.